# Geuenbach
Der Geuenbach entspringt im Hohen Fläming nördlich von Dretzen in Sachsen-Anhalt und entwässert in einem weiten Bogen nach Nordosten ins Land Brandenburg zur Buckau und über diese zur Havel. Er ist der längste von links zulaufende Nebenfluss der Buckau.

## Verlauf
Das weitgehend naturbelassene Flämingfließ entspringt am Nordhang des Hohen Flämings etwa 500 Meter nördlich des brandenburgischen Dorfes Dretzen in Sachsen-Anhalt, 100 Meter von der brandenburgischen Landesgrenze entfernt. Der Geuenbach beschreibt zunächst einen weiten Bogen. Er fließt innerhalb Sachsen-Anhalts nach Westen beziehungsweise Nordwesten, schwenkt dann nach Norden und kurz vor Erreichen der Landesgrenze zu Brandenburg nach etwa drei Kilometern relativ scharf nach Osten. Hinter der Landesgrenze nimmt der Geuenbach seinen längsten Nebenfluss, den Kirchenheider Bach, auf, der ihm von rechts zufließt. In Köpernitz unterquert er die Bundesstraße 107. Östlich des Dorfes, etwa 200 Meter südlich der Bundesautobahn 2, mündet er schließlich in die Buckau ein. Die Gesamtlänge des Flusses beträgt etwa 4,6 Kilometer, sein Einzugsgebiet beträgt 16,85 Quadratkilometer. Im Verlauf des Baches befinden sich vier Wehre.

## Schutzgebiete
Im Brandenburgischen Teil durchfließt der Geuenbach mehrere Schutzgebiete. Er liegt im Naturpark Hoher Fläming und von der Mündung des Kirchenheider Bachs flussabwärts im FFH-Gebiet Buckau und Nebenfließe. Oberhalb des Kirchenheider Bachs ist der Geuenbach im FFH-Gebiet Buckau und Nebenfließe Ergänzung unter Schutz gestellt. Einzelne Flussabschnitte sind als Geschützte Biotope ausgewiesen.